# Salih Aydın
Salih Ahmet Aydın (ur. 26 października 1997) – turecki zapaśnik walczący w stylu klasycznym. Zajął drugie miejsce w indywidualnym Pucharze Świata w 2020. Trzeci na MŚ juniorów w 2017 roku.